# Salsola vvedenskyi
Salsola vvedenskyi är en amarantväxtart som beskrevs av Modest Mikhaĭlovich Iljin och Mikhail Grigoríevič Popov. Salsola vvedenskyi ingår i släktet sodaörter, och familjen amarantväxter. Inga underarter finns listade i Catalogue of Life.